# الحصباري (جبلة)

تعديل مصدري - تعديل

الحصباري محلة تابعة لقرية قرية المعين، التابعة لعزلة جبلة بمديرية جبلة إحدى مديريات محافظة إب في الجمهورية اليمنية، بلغ تعداد سكانها 99 حسب تعداد اليمن لعام 2004.